# Piermaria Leso
Piermaria Leso (Verona, 13 giugno 1991) è un rugbista a 15 italiano, pilone del Colorno.

## Biografia
Leso fu avviato alla disciplina dal padre, anch'egli rugbista poi divenuto allenatore; dapprima al CUS Verona, poi al Valpolicella, entrò a 16 anni nelle giovanili del Petrarca e, nel 2009, all'Accademia della Federazione Italiana Rugby di Tirrenia.
A gennaio 2011 esordì in prima squadra nel Petrarca in occasione di un incontro di Challenge Cup contro gli inglesi del Sale Sharks; a giugno dello stesso anno prese parte al campionato mondiale Under-20 con la Nazionale italiana di categoria come capitano e, dalla stagione successiva, divenne titolare del Petrarca in Eccellenza.
Alla fine della stagione 2014-15 non rinnovò il contratto e decise di accettare un'offerta dal club francese del Romans, che successivamente confluì col Valence in un nuovo club, il Valence Romans Drôme Rugby, abbreviato in RoVal Drôme XV.
Al termine della stagione 2016-17 Leso tornò in Italia, ingaggiato dal Calvisano.
Dopo 6 stagioni al Calvisano, dalla stagione 2023-2024 è un giocatore del Colorno.

## Palmarès
- Campionati italiani: 2
Petrarca: 2010-11
Calvisano: 2018-19